# Hans Ulrich Schmid

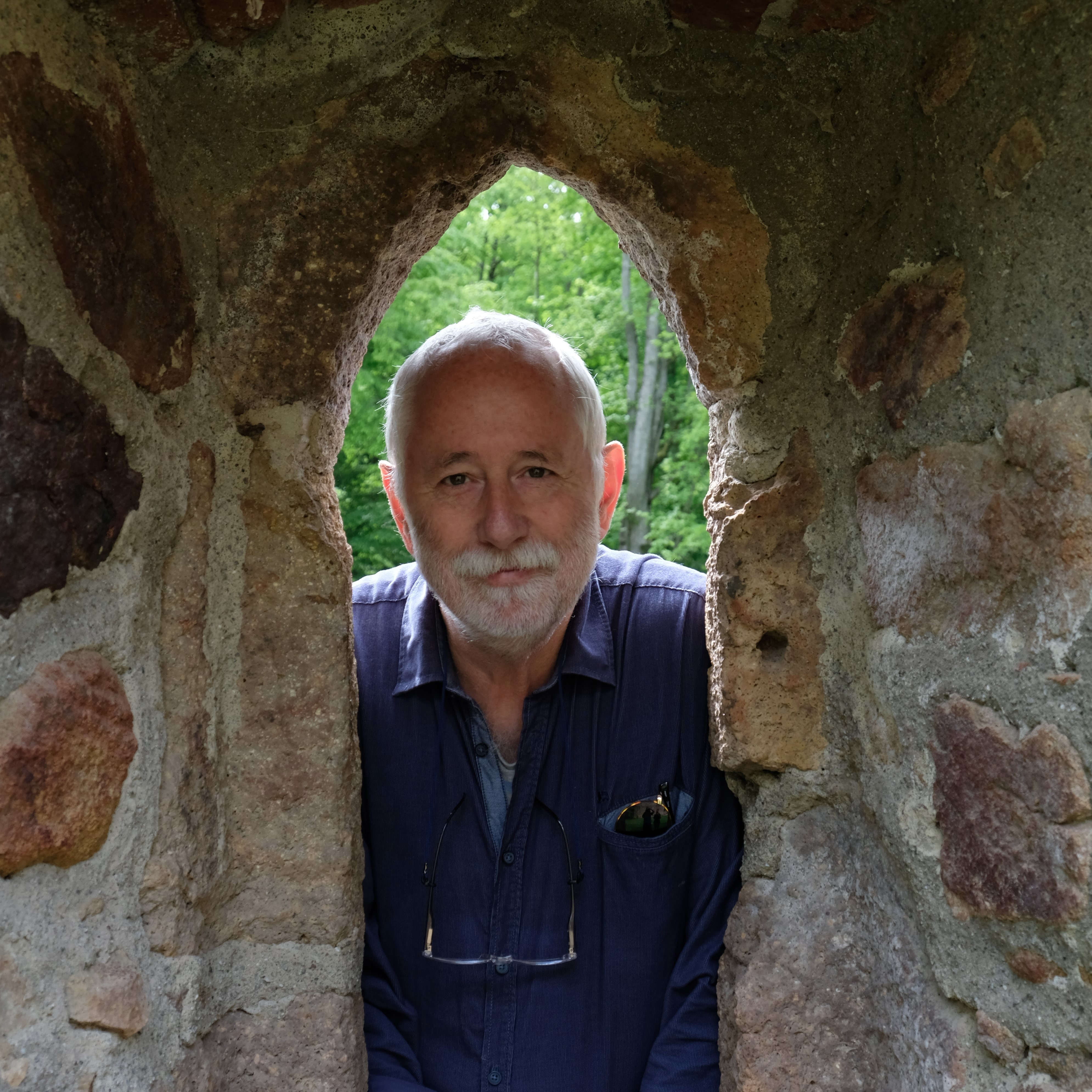
Hans Ulrich Schmid, 2021

Hans Ulrich Schmid (* 26. Dezember 1952 in Galgweis) ist ein deutscher Sprachhistoriker.

## Werdegang
Kindheit und Jugend verbrachte Hans Ulrich Schmid in Niederbayern, wo er 1972 am Musischen Gymnasium Niederaltaich das Abitur ablegte. Zwischen 1974 und 1978 studierte er Germanistik und Katholische Theologie auf Lehramt an der Universität Regensburg. Mit der von Klaus Matzel betreuten Dissertation „Althochdeutsche und frühmittelhochdeutsche Bearbeitungen lateinischer Predigten des ‚Bairischen Homiliars‘' (Althochdeutsche Predigtsammlungen B, Nr. 2, 3 und 4 und C, Nr. 1, 2 und 3, Speculum Ecclesiae, Nr. 51, 52, 53 und 56)“ wurde Schmid 1984 ebenfalls an der Universität Regensburg promoviert. Er habilitierte sich 1995 zum Thema „-lîh-Bildungen: Vergleichende Untersuchungen zu Herkunft, Entwicklung und Funktion eines althochdeutschen Suffixes“. Zwischen 1988 und 2003 war Schmid Wissenschaftlicher Angestellter der Kommission für Mundartforschung bei der Bayerischen Akademie der Wissenschaften und arbeitete am Bayerischen Wörterbuch. Im Sommersemester 2003 wurde er an die Universität Leipzig als Professor für Geschichte der deutschen Sprache und für Historische Sprachwissenschaft berufen, wo er bis zu seiner Emeritierung 2020 in Forschung und Lehre tätig war. Seit 2008 ist Schmid Leiter des Akademieprojekts Althochdeutsches Wörterbuch (Sächsische Akademie der Wissenschaften zu Leipzig (SAW)). Weiterhin ist er Ordentliches Mitglied der Sächsischen Akademie der Wissenschaften zu Leipzig sowie Korrespondierendes Mitglied der Akademie der Wissenschaften zu Göttingen. Außerdem ist er Mitglied in mehreren Projektbegleitenden Kommissionen der SAW, u. a. „Deutsche Wordfeldetymologie in europäischem Kontext“ und „Etymologisches Wörterbuch des Althochdeutschen“.

## Forschungsschwerpunkte
Historische Epigraphik, Lexikographie und Grammatik, synchrone und diachrone Dialektologie.

## Publikationen (Auswahl)
- Althochdeutsche und frühmittelhochdeutsche Bearbeitungen lateinischer Predigten des „Bairischen Homiliars“ (Althochdeutsche Predigtsammlungen B, Nr. 2, 3 und 4 und C, Nr. 1, 2 und 3, Speculum Ecclesiae, Nr. 51, 52, 53 und 56), Teil I: Untersuchungen zu Textgeschichte, Syntax und Bearbeitungstechnik, Teil II: Die deutschen und lateinischen Texte in synoptischer Darbietung mit einem textbegleitenden Kommentar, Frankfurt, Bern, New York 1986 (Regensburger Beiträge zur deutschen Sprach- und Literaturwissenschaft, Reihe B/Untersuchungen, Nr. 29/1 und 2).
- -lîh-Bildungen. Vergleichende Untersuchungen zu Herkunft, Entwicklung und Funktion eines althochdeutschen Suffixes, Göttingen 1998 (Studien zu Althochdeutschen. Hg. von der Akademie der Wissenschaften in Göttingen. Bd. 35).
- Wörterbuch Isländisch-Deutsch. Mit einem Abriss der isländischen Formenlehre, Hamburg, 2. Auflage 2011. ISBN 978-3875482409
- Bairisch. Das Wichtigste in Kürze, München 2012. ISBN 978-3406639302
- Einführung in die deutsche Sprachgeschichte, Stuttgart/Weimar, 3. Auflage 2017. ISBN 978-3476043245
- Die 101 wichtigsten Fragen. Deutsche Sprache, München 2010. ISBN 978-3406607592